# Borneotrast
Borneotrast (Zoothera everetti) är en fågel i familjen trastar inom ordningen tättingar.

## Utseende och läte
Borneotrasten är en 19–20 cm lång fågel. Fjäderdräkten är djupt olivbrun ovan, med svag olivgrön ton på halssidor och undergump. På huvudet syns ljust beigevitt på tygel, submustaschstreck, hakan och strupen. Vidare har den mörkbrunt strupsidestreck och beigefläckade örontäckare. Undersidan är orange- till kastanjebrun, mot nedre delen av buken vit och på undergump och undre stjärttäckare ljusorange. Näbben är mörk och benen hud- till brunfärgade.
Sången har inte beskrivits, men däremot en skuggsong som består av mycket dämpade spridda musikaliska toner. Bland lätena hörs varnande vassa "tsak! tsak! tsak!" och i flykten ett dämpat klickande eller muttrande ljud.

## Utbredning och status
Den förekommer i bergstrakter på norra Borneo (Sarawak och Sabah). IUCN kategoriserar arten som nära hotad.

## Levnadssätt
Borneotrasten hittas i mossiga bergsskogar på mellan 1200 och 2140 meters höjd. Den lever av små insekter som skalbaggslarver och termiter, men även maskar och iglar. Fågeln ses enstaka eller i smågrupper på marken bland fuktiga löv eller lågt i vegetationen. Ett bo har hittats i maj placerat lågt.

## Status och hot
Borneotrasten har en liten världspopulation bestående av uppskattningsvis endast 6 000–15 000 vuxna individer. Den tros också minska i antal till följd av habitatförlust. Internationella naturvårdsunionen IUCN kategoriserar den som nära hotad.

## Namn
Fågelns vetenskapliga artnamn hedrar Alfred Hart Everett (1848-1898), engelsk administratör i Sarawak 1872-1890, naturforskare och samlare av specimen i Filippinerna och Ostindien.